# Wakefield (Québec)
Wakefield ist ein Dorf der Gemeinde La Pêche in der Provinz Québec in Kanada. Wakefield am Gatineau-Fluss hat wenige tausend Einwohner.
Wakefield wurde 1830 von irischen, schottischen und britischen Einwanderern gegründet. Es liegt etwa 30 Kilometer nordwestlich von Kanadas Hauptstadt Ottawa und ist umgeben von einer malerischen Natur. In Wakefield und Umgebung haben sich zahlreiche Auswanderer aus Deutschland, Litauen, Ukraine, Italien, Spanien und Irland angesiedelt. Wesentliche Einnahmequelle ist der Tourismus. Der Ort wurde nach dem englischen Wakefield benannt.
Wakefield ist berühmt für seine Dampflokomotivenverbindung zwischen Hull-Chelsea-Wakefield, die in den Sommermonaten einmal täglich verkehrt. Kanadaweit bekannt ist ferner die Live-Music-Bar The Black Sheep. Weitere Angebote sind Kajaktouren und Skiabfahrten. Wakefield ist zudem  die Heimatstadt des Eishockeyspielers Nick Petersen.